# Svalbard Rakettskytefelt
Svalbard Rakettskytefelt (forkortet SvalRak) er en rumhavn for opsendelse af forskningsraketter ved Ny-Ålesund på øgruppen Svalbard i Norge. Den blev åbnet 15. november 1997, og er ejet af Andøya Space Center.
SvalRaks placering ved den 79. nordlige breddekreds, gør stedet ideelt til for opsendelse af raketter som skal undersøge jordens magnetfelt.

## Forskning
Forskningen på SvalRak er især rettet mod studier af den polære øvre atmosfære, og fænomener forbundet med nordlys og polarkløften. Med sin beliggenhed er SvalRak det eneste sted i verden, hvor det er muligt at affyre raketter ind i en mørk atmosfære ved middagstid.